# المنهج القويم بشرح مسائل التعليم
المنهج القويم بشرح مسائل التعليم للإمام ابن حجر الهيتمي المكي (ت 974هـ) كتاب فقهي يعد من أمهات الكتب في المذهب الشافعي، وهو عبارة عن شرح لمتن مسائل التعليم المعروف باسم «المقدمة الحضرمية» للإمام عبد الله بن عبد الرحمن بافضل (ت 918هـ).
ولأهمية كتاب المنهج القويم، فقد اعتنى به المدرسون والطلبة عناية كبيرة، وكثرت شروحه وحواشيه، فمن أهمها:
- حاشية الكردي (ت 1194هـ).
- حاشية الجرهزي (ت 1201هـ).
- حاشية الترمسي (ت 1329هـ).
- حاشية بافضل (ت 1330هـ).

## سبب تصنيف الكتاب
يقول ابن حجر الهيتمي في مقدمة الكتاب: